# Her Official Fathers
Her Official Fathers er en amerikansk stumfilm fra 1917 af Joseph Henabery og Elmer Clifton.

## Medvirkende
- Dorothy Gish som Janice.
- Frank Bennett som Steven Peabody.
- F.A. Turner som John Webster.
- Sam De Grasse som Ethan Dexter.
- Fred Warren som Henry Jarvis.